# Ardauli
Ardauli est une commune italienne de la province d'Oristano, dans la région Sardaigne.

## Administration
| Période                                  | Période  | Identité           | Étiquette | Qualité |
| ---------------------------------------- | -------- | ------------------ | --------- | ------- |
| 28 mai 2002                              | En cours | Claudio Bruno Zago |           |         |
| Les données manquantes sont à compléter. |          |                    |           |         |

### Communes limitrophes
Ghilarza, Neoneli, Nughedu Santa Vittoria, Sorradile, Tadasuni, Ula Tirso.